# Барген (Берн)
Барген (нем. Bargen BE) — коммуна в Швейцарии, в кантоне Берн. 
Входит в состав округа Аарберг. Население составляет 934 человека (на 31 декабря 2006 года). Официальный код — 0302.

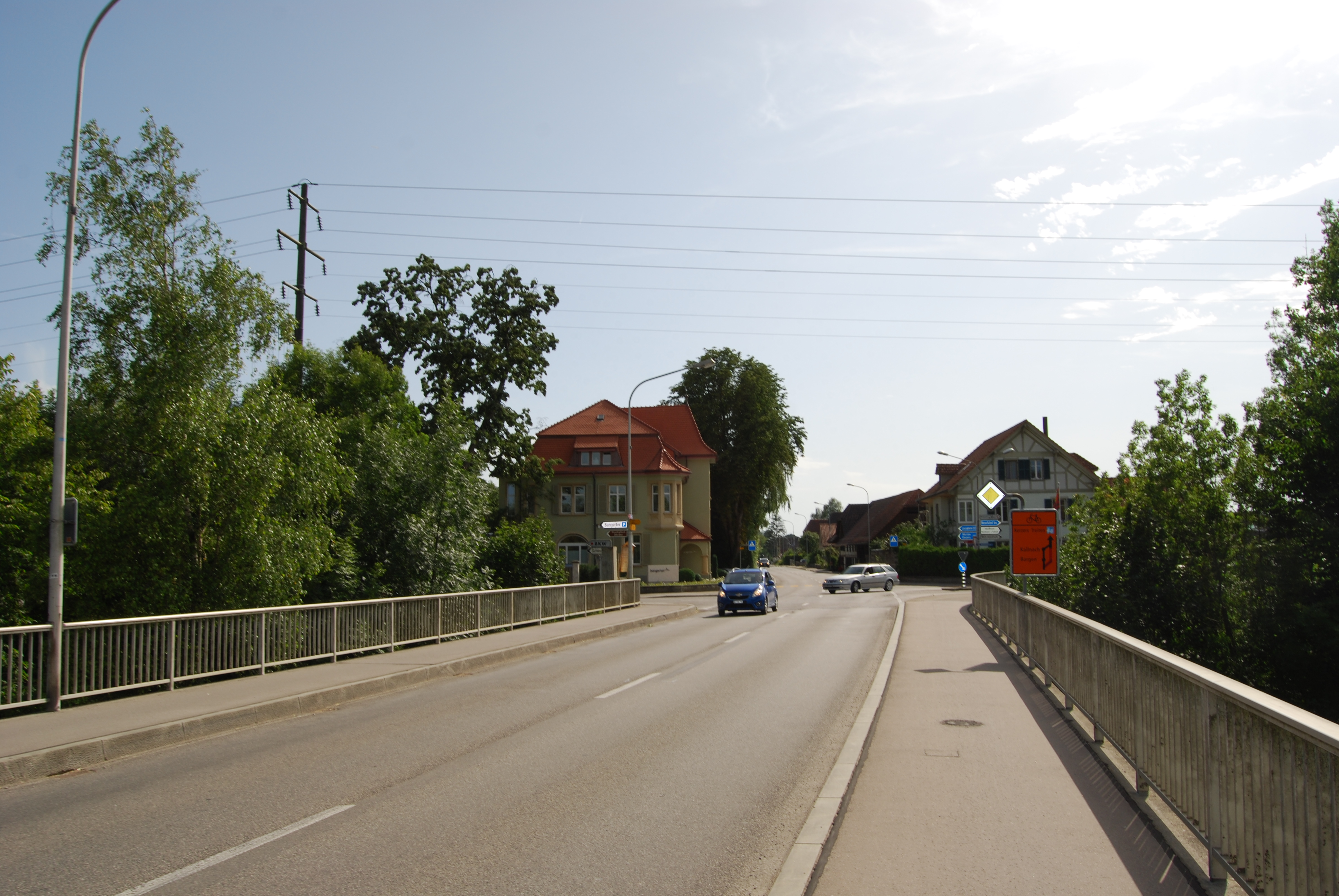
Барген